# Curcumine
Curcumine is een gele kleurstof. De kleurstof wordt door extractie bereid uit geelwortel, de wortelstokken van de kurkumaplant Curcuma longa.

## Synthese
Naast extractie uit de plant kan curcumine ook synthetisch bereid worden door de condensatiereactie van acetylaceton (2,4-pentaandion) met twee moleculen vanilline. Als katalysator gebruikt men een primair of secundair amine.
Het diketon acetylaceton moet in de enolvorm voorkomen, zodat de condensatie alleen aan de methylgroepen aan de uiteinden van het molecule plaatsgrijpt. Dit verkrijgt men door een boorcomplex te vormen van het diketon met boorzuur of een andere boorverbinding. Het water dat tijdens de reactie gevormd wordt, moet ofwel afgedestilleerd worden (met behulp van een Dean-Stark-apparaat) ofwel afgevangen met booroxide of een alkylboraat of -fosfaat, om te vermijden dat het water reageert met het diketoncomplex.

## Voeding
Curcumine is door de Europese wetgeving goedgekeurd als voedingsadditief met E-nummer E100. Het komt voor in het specerij kurkuma of koenjit in de Indonesische en Indiase keuken en is de basis van wat onder de naam kerrie bekend is geworden. Ook gember bevat curcumine. De concentratie van curcumine in puur curcumapoeder, verkocht voor het gebruik als keukenkruid, ligt rond de 3,14%.

## Medisch
Er is veel in vitro onderzoek en dierexperimenteel onderzoek gedaan naar de mogelijk gezondheidsbevorderende en genezende werking van curcumine, maar desondanks heeft curcumine in de dagelijkse medische praktijk geen plaats vanwege het ontbreken van bewijzen omtrent de werkzaamheid. Doordat curcumine nauwelijks wordt opgenomen via de darm en bovendien binnen enkele minuten wordt afgebroken als het in de bloedbaan terechtkomt, komt het stofje niet in bruikbare hoeveelheden in de weefsels en organen terecht. De biologische beschikbaarheid van curcumine kan verhoogd worden met piperine, wat verder niets zegt over eventuele gezondheidsclaims.

## Cosmetica
In cosmetica wordt het gebruikt als kleurstof voor onder andere zeep. De INCI-code is CI75300.